# Rattmannsdorfer See
Der Rattmannsdorfer See liegt bei Halle (Saale) nahe der Saale.
Die Bezeichnung des Sees leitet sich vom nahen Ort Rattmannsdorf im heutigen Landkreis Saalekreis ab. In der unmittelbaren Nachbarschaft befindet sich der Hohenweidener See. Zusammen werden beide Seen auch als Rattmannsdorfer Teiche bezeichnet.
Die Rattmannsdorfer Kiesgrube wurde 1965 zur Gewinnung des Baustoffs Kies für den Bau der nahen Buna-Werke (Chemiewerk Buna II) errichtet.  Der Abbau dauerte bis etwa 1975 an. Der entstandene See ist 3–6 m tief und besitzt eine Wasserfläche von ca. 77 ha. Er ist damit das zweitgrößte Standgewässer in der Umgebung von Halle.
Die Eisenbahn-Neubaustrecke Erfurt–Leipzig/Halle überquert den See auf der 2006 bis 2012 gebauten Saale-Elster-Talbrücke, sieben Pfeiler der Brücke stehen im See. Während der Gründungsarbeiten zeigte sich eine starke Belastung des Seebodens mit Quecksilber.
Der Rattmannsdorfer See wird heute für Sport- und Freizeitaktivitäten und als Angelgewässer genutzt. Die Fische sind jedoch so stark mit Quecksilber belastet, dass ein Verzehr oder Verfüttern verboten ist.

## Galerie

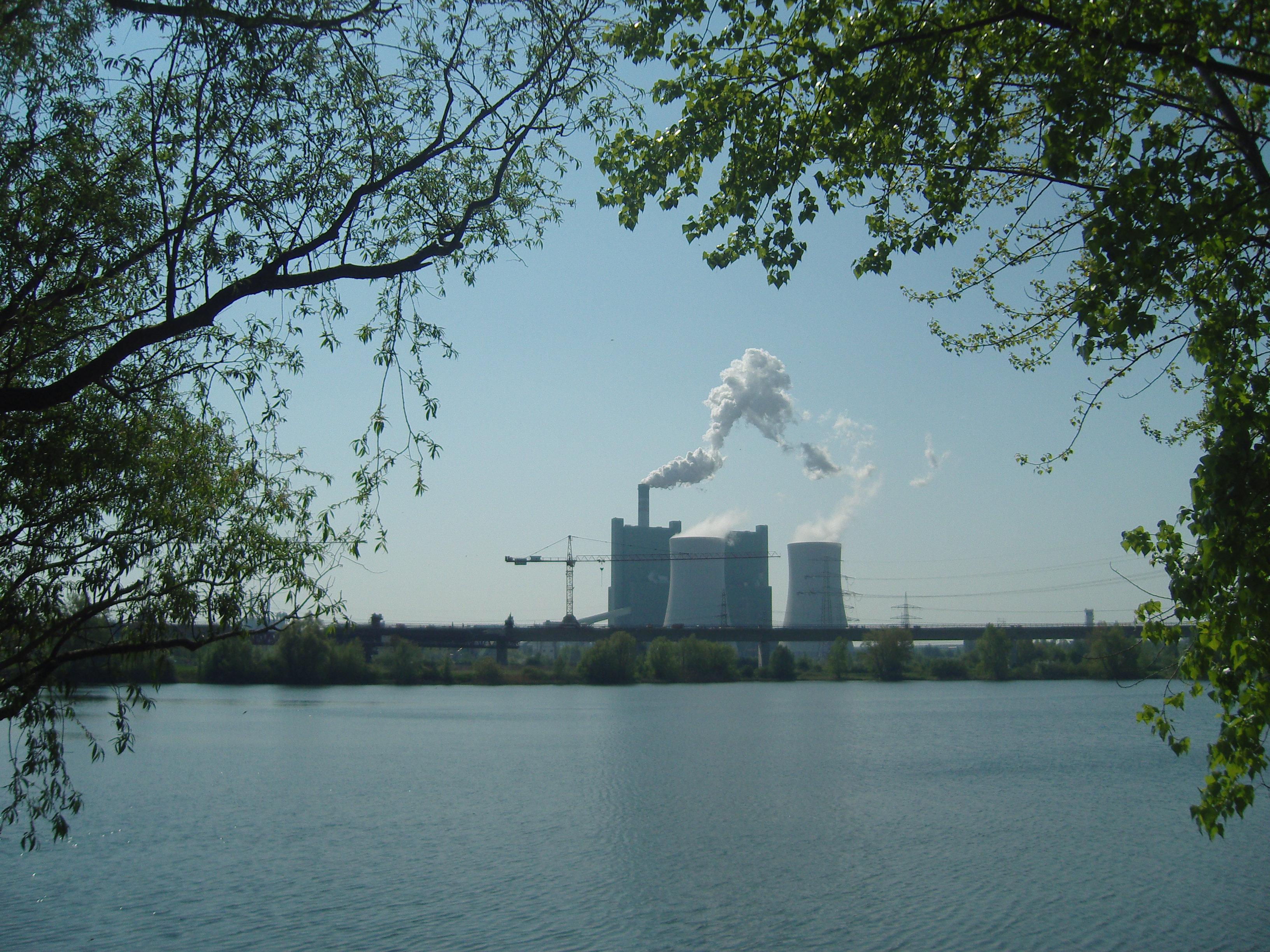
Blick zum Kraftwerk Schkopau
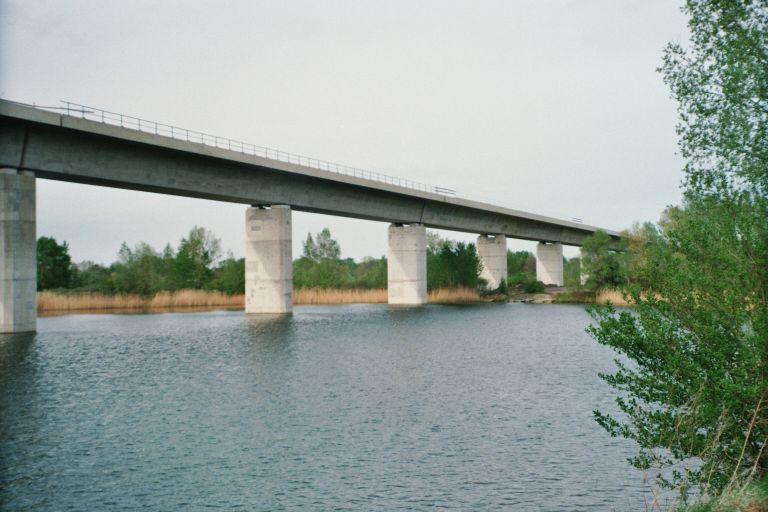
Saale-Elster-Talbrücke über dem See
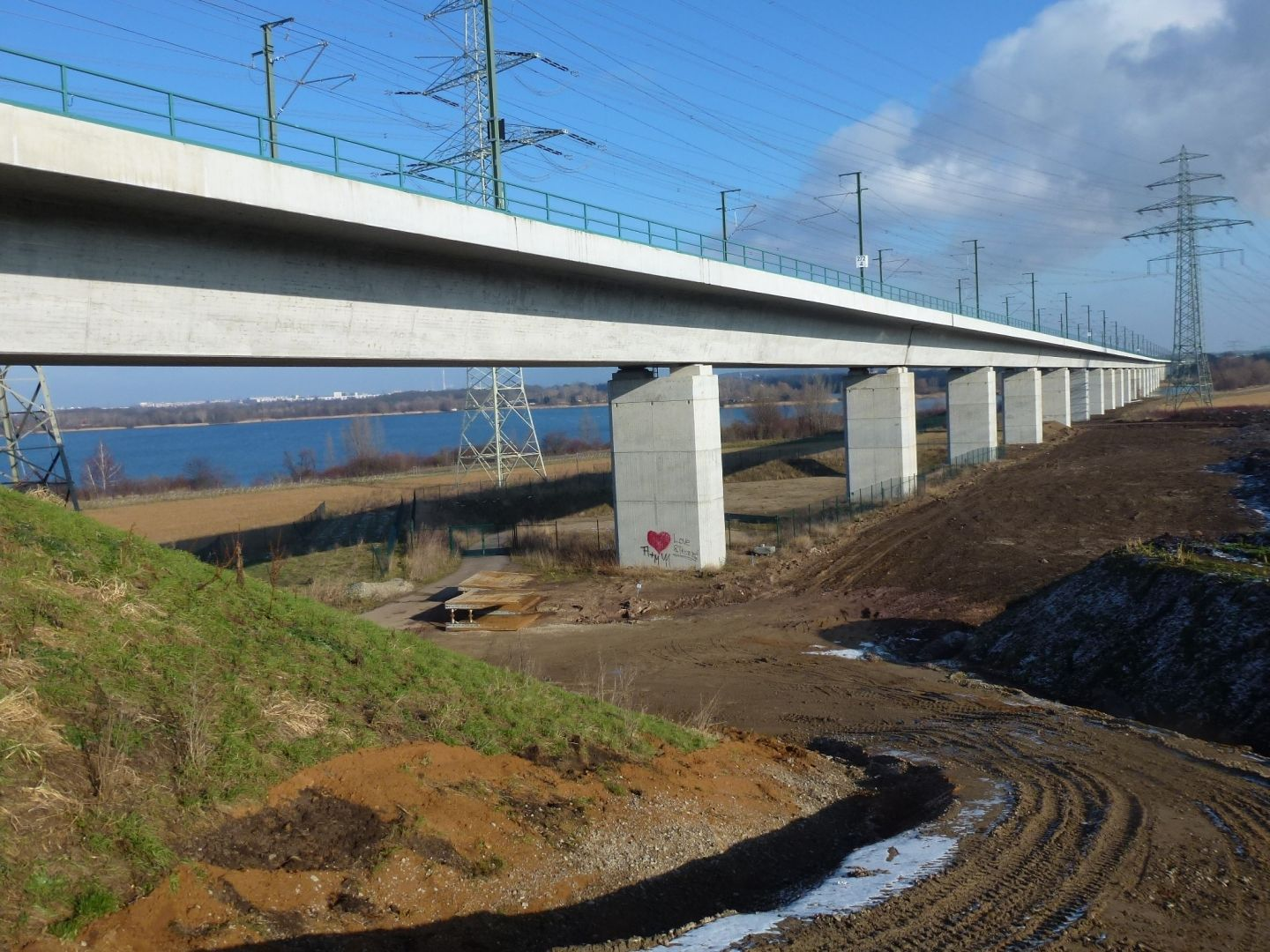
Der westliche Abschluss der Saale-Elster-Talbrücke vor dem See
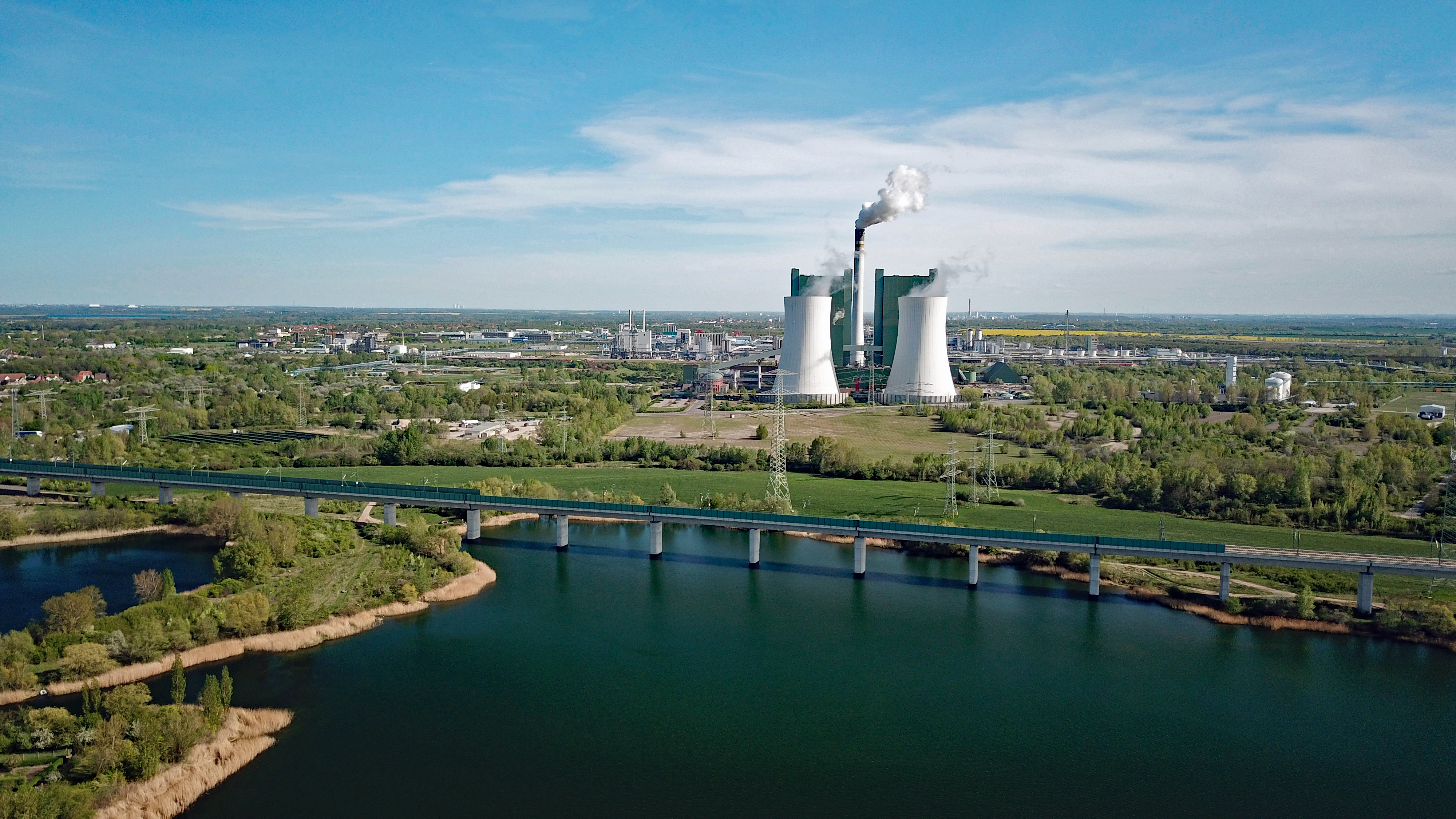
Luftbild mit Kraftwerk und Talbrücke
Gartenverein "Rattmannsdorfer Teiche" und Saale-Elster-Talbrücke mit Abzweig